# Apalis binotata
El apalis enmascarado (Apalis binotata) es una especie de ave paseriforme de la familia Cisticolidae.  

## Distribución y hábitat
Se lo encuentra en Angola, Camerún, República Democrática del Congo, Guinea Ecuatorial, Gabón, Tanzania, y Uganda.  Sus hábitats naturales son los bosques secos subtropicales o tropicales y los bosques bajos húmedos subtropicales o tropicales.